# 북양주 나들목
북양주 나들목(N.Yangju IC)은 경기도 양주시 은현면 용암리에 있는 수도권제2순환고속도로의 교차로이다. 2024년 12월 19일에 개통되었다. 양주 방향 진출과 파주 방향 진입만 가능하다.

## 연혁
- 2017년 5월 16일: 나들목 신설을 위해 양주시 도시계획시설 교통광장에 은현면 용암리 일원을 고시[1]
- 2024년 12월 19일: 수도권제2순환고속도로 법원 ~ 양주 구간 개통과 함께 통행 개시[2]

## 구조물 정보
터널과 회암천교 사이에 건설되어야 하는 관계로 양주 방향 진출로와 파주 방향 진출로만 설치되어 있다. 고속도로 본선과 연결된 진출입로는 평화로에서 평면 교차한다.
- 위치: 경기도 양주시 은현면 용암리

## 접속하는 도로
- 평화로 (구 국도 제3호선)